# Padarovce
Padarovce, ungarisch Pádár oder auch Balogpádár ist eine Gemeinde in der südlichen Mittelslowakei mit 140 Einwohnern (Stand 31. Dezember 2024), die im Okres Rimavská Sobota, einem Kreis des Banskobystrický kraj, liegt und zur traditionellen Landschaft Gemer gehört.

## Geographie
Die Gemeinde befindet sich im Bergland Revúcka vrchovina innerhalb des Slowakischen Erzgebirges, am Bach Veľký potok, einem rechtsseitigen Zufluss des Blh im Einzugsgebiet der Rimava. Das Ortszentrum liegt auf einer Höhe von 237 m n.m. und ist 11 Kilometer von Rimavská Sobota entfernt.
Nachbargemeinden sind Drienčany im Norden, Teplý Vrch im Nordosten, Veľký Blh im Osten und Südosten, Dražice im Süden, Rimavská Sobota (Stadtteil Vyšná Pokoradz) und Horné Zahorany im Westen und Lukovištia im Nordwesten.

## Geschichte

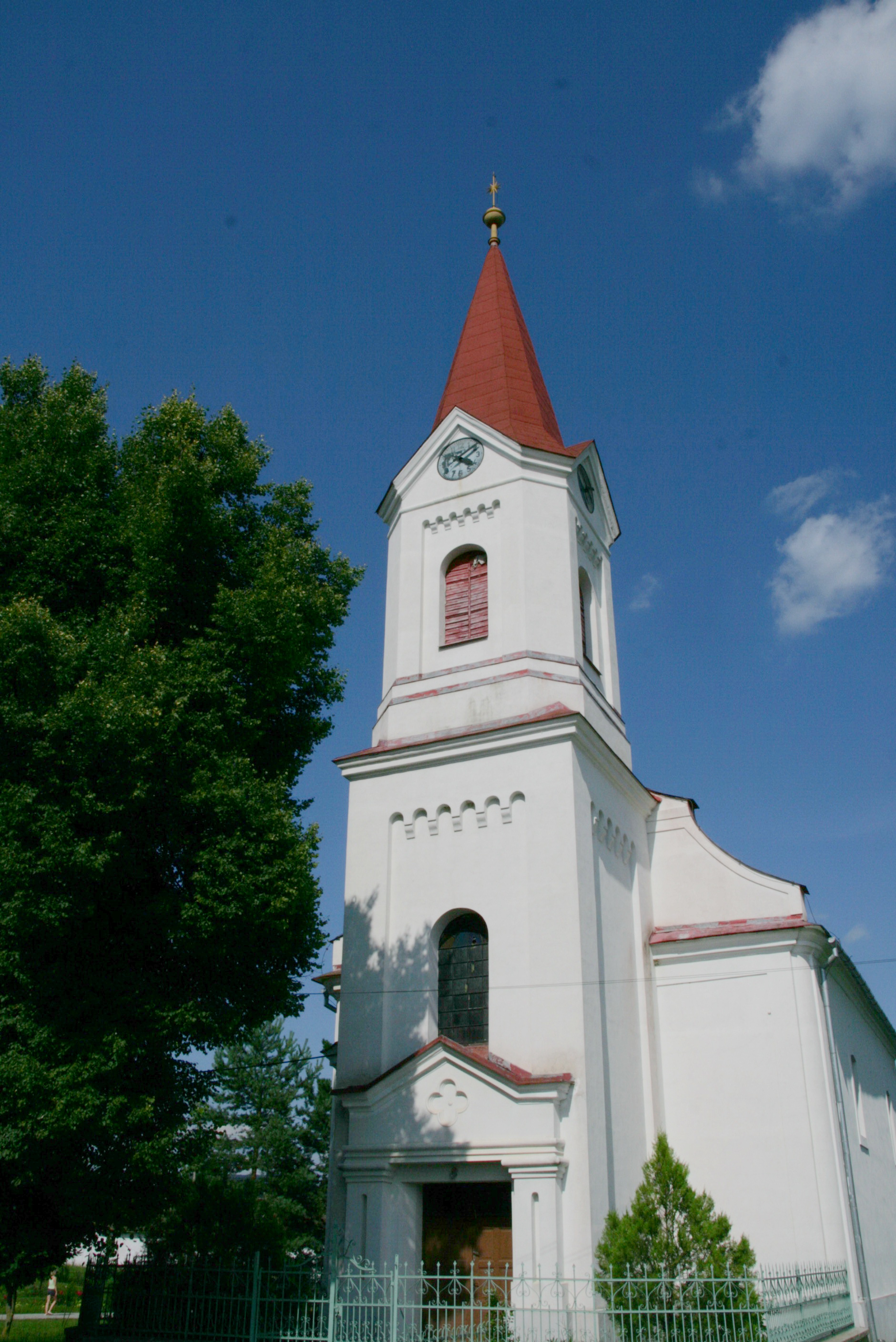
Evangelische Kirche

Padarovce wurde zum ersten Mal 1407 als Also Padar schriftlich erwähnt, weitere historische Bezeichnungen sind unter anderen Padar (1427) und Padarowcze (1773). 1427 gab es 11 Porta in Padarovce. Das Dorf war Besitz des Geschlechts Derencsényi und ab dem 17. Jahrhundert lag es in der Herrschaft der Burg Muráň. Die Pestepidemie von 1709 bis 1710 kostete 160 Menschen im Ort das Leben. 1828 zählte man 114 Häuser und 931 Einwohner, die als Landwirte, Obstbauern und Töpfer beschäftigt waren.
Bis 1918/19 gehörte der im Komitat Gemer und Kleinhont liegende Ort zum Königreich Ungarn und kam danach zur Tschechoslowakei beziehungsweise heute Slowakei. Auf Grund des Ersten Wiener Schiedsspruchs lag der Ort von 1938 bis 1945 noch einmal in Ungarn. Nach dem Zweiten Weltkrieg ließen sich slowakische Repatrianten aus Ungarn im Ort nieder.

## Bevölkerung
| Jahr                | 1994 | 2004     | 2014     | 2024     |
| ------------------- | ---- | -------- | -------- | -------- |
| Anzahl der Personen | 186  | 158      | 193      | 140      |
| Unterschied         |      | −15,05 % | +22,15 % | −27,46 % |

| Jahr                | 2023 | 2024    |
| ------------------- | ---- | ------- |
| Anzahl der Personen | 136  | 140     |
| Unterschied         |      | +2,94 % |

Gemäß der Volkszählung 2011 wohnten in Padarovce 185 Einwohner, davon 101 Slowaken, 77 Magyaren sowie jeweils ein Pole und Russine. 13 Einwohner machten keine Angabe zur Ethnie.
72 Einwohner bekannten sich zur Evangelischen Kirche A. B., 60 Einwohner zur römisch-katholischen Kirche, acht Einwohner zur reformierten Kirche und drei Einwohner zur evangelisch-methodistischen Kirche. 13 Einwohner waren konfessionslos und bei 29 Einwohnern wurde die Konfession nicht ermittelt.

## Baudenkmäler
- evangelische Kirche im klassizistischen Stil aus dem Jahr 1803, der Turm im pseudoklassizistischen Stil wurde erst später gebaut[6]